# Brachinus crepitans
Bombardier commun
Espèce
Brachinus crepitans, le bombardier commun, est une espèce de coléoptères de la famille des Carabidae que l'on trouve en Europe jusqu'en Sibérie et aux alentours du lac Baïkal, ainsi qu'en Afrique du Nord. C'est une des nombreuses espèces de coléoptère bombardier.

## Description
Ce coléoptère de 7 à 10,2 millimètres est un petit carabique bicolore brunâtre aux élytres verts qui vit en colonies nombreuses sous les pierres ou les souches. Il doit son nom à la tactique qu'il utilise pour éloigner les prédateurs. Grâce à deux glandes, il sécrète un liquide brûlant (décrit par Hermann Schildknecht en 1961)  qui est stocké dans deux chambres communicantes en présence d'un inhibiteur de la réaction. Ce liquide est composé d'hydroquinone et de peroxyde d'hydrogène. Le bombardier envoie ce liquide accompagné d'un catalyseur chimique sur le prédateur. Le liquide est violemment expulsé par un « canon » à l'arrière du corps produisant une détonation parfaitement audible.

## Habitat
Brachinus crepitans se rencontre sur des terres sèches de landes (ou parfois plus humides dans les régions chaudes), ainsi que sur des terres calcaires (par exemple de vignobles).